# トキメキの言葉
「トキメキの言葉」（トキメキのことば）は、野中藍の2作目のシングル。2006年10月4日にスターチャイルドからLOVE@MESSENGERと同時リリースされた。（発売元・販売元はキングレコード。）

## 概要
- 表題曲「トキメキの言葉」は、切なさとささやかな幸福感をテーマに、野中自身の元気や明るさを描いた楽曲。本人曰く「真っ白なイメージを持った歌」。
- ミュージッククリップは、今作から本格的にフリが付いた他、アイドルポップソングの要素（お約束）などが織り交ぜられている。

## 収録曲
（全作詞：及川眠子、作曲・編曲：林哲司）
1. トキメキの言葉 [4:36]
2. 幸せの種 [4:42]
3. トキメキの言葉（off vocal ver.）
4. 幸せの種（off vocal ver.）

DVD（初回盤のみ）
1. トキメキの言葉 -Music Clip-

## タイアップ
| 曲名           | タイアップ                                                                                    |
| -------------- | --------------------------------------------------------------------------------------------- |
| トキメキの言葉 | ラジオ関西『アニたまどっとコム』枠内のラジオ番組『野中藍 ラリルれ、にちようび。』テーマソング |

## 収録アルバム
| 曲名           | 収録アルバム       |
| -------------- | ------------------ |
| トキメキの言葉 | 『しあわせのいろ』 |
| 幸せの種       | 『しあわせのいろ』 |
| 幸せの種       | 『アイレンジャー』 |